# پیمان پورتسموت

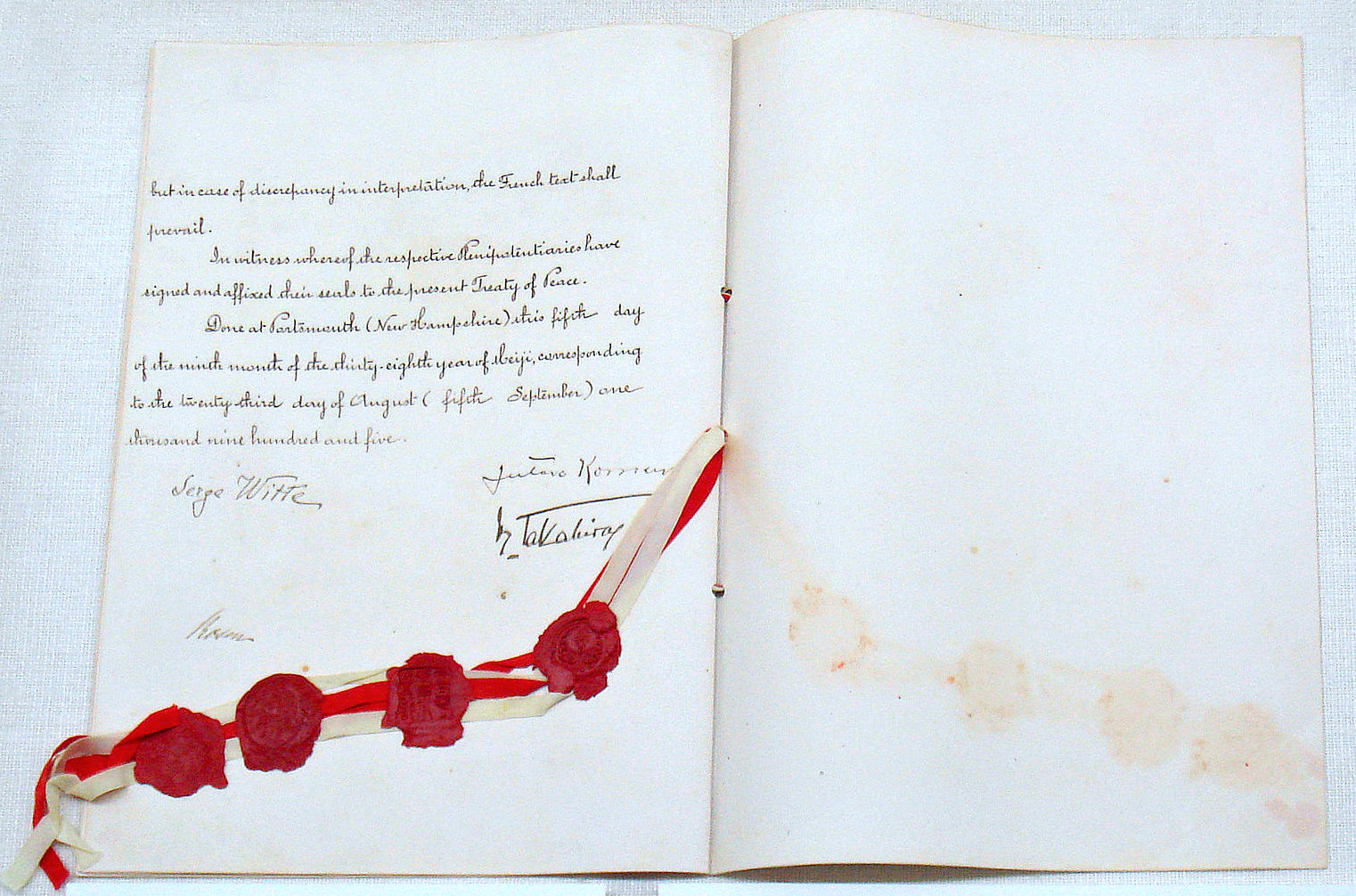
متن قرارداد

پیمان پُورتسموث (انگلیسی: Treaty of Portsmouth) پیمانی بود که به‌طور رسمی به جنگ روسیه و ژاپن در ۵ سپتامبر ۱۹۰۵ پایان داد. این پیمان پس از مذاکرات از ۶ اوت تا ۳۰ اوت، در کشتی سازی نیروی دریایی پورتسموث در کیتری، ماین، ایالات متحده آمریکا امضا شد. رئیس‌جمهور ایالات متحده تئودور روزولت در مذاکرات نقش مهمی داشت و به خاطر تلاش‌های خود جایزه صلح نوبل را از آن خود کرد.

## زمینه
جنگ روسیه و ژاپن، جنگ سال‌های ۰۵–۱۹۰۴ بین امپراتوری روسیه، یک قدرت بین‌المللی با یکی از بزرگترین ارتش‌ها در جهان، امپراتوری ژاپن بود، ملتی که به تازگی پس از دو قرن و نیم انزوا به صحنه جهانی بازگشته بود. مجموعه‌ای از نبردها در شبه‌جزیره لیائودونگ منجر به رانده شدن ارتش روسیه از جنوب منچوری، و نبرد تسوشیما منجر به یک فاجعه برای نیروی دریایی امپراتوری روسیه شد.
روز هشتم فوریه ۱۹۰۴ م، نیروهای ژاپن بدون اعلان جنگ و به‌طور غافل‌گیرانه، ناوگان روسی را در بندر پورت آرتور که در اجاره روس‌ها بود، مورد حمله قرار دادند و به دنبال آن، در مناطق تحت تصرف روسیه در منچوری، نیرو پیاده کردند. در طی این نبرد، قوای روسیه متحمل شکست‌های پی درپی شدند. به دنبال این شکست‌ها، دولت روسیه، در پنجم سپتامبر ۱۹۰۵ م قرارداد صلح پورتسموث را با ژاپن امضا کرد. به موجب این قرارداد، نیمه جنوبی جزیره ساخالین و بندر پرت آرتور در شرق روسیه و نیز شبه جزیره کره تحت الحمایه ژاپن شد. این شکست زمینه‌ساز انقلاب ۱۹۰۵ میلادی روسیه را فراهم کرد.

## قرارداد

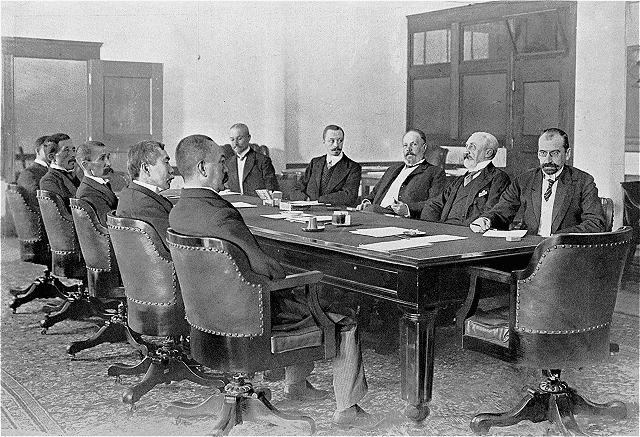
تام الاختیاران در جلسه ۱۴ اوت: اقای اداتچی. اقای "اوچینی". بارون کومورا اقای تاکاهیرا اقای ساتو د پلانسون اقای نابوکوف "ویته"، "بارون دو روزن". اقای کوروستوتز

پس از پیروزی ژاپن در نبرد موکدن ژنرال اویاما ایوائو بی‌درنگ رئیس ستاد خود را به توکیو فرستاد تا لزوم صلح بی تأمل را به دولت میجی بقبولاند. ژاپن پیشنهاد میانجیگری را به تئودور روزولت داد و روسیه نیز از این پیشنهاد استقبال کرد. در ماه اوت نمایندگان مختار دو دولت در آمریکا ملاقات کردند. خواست‌های ژاپن چنان‌که از یک فاتح مسلم جنگ انتظار می‌رفت سنگین بود و متضمن شناسایی برتری ژاپن در کره (کشور) انتقال تأسیسات و منافع روسیه از منچوری چین و از جمله خط راه‌آهن منچوری و شبه‌جزیره لیائوتونگ به ژاپن، تسلیم ساخالین و پرداخت غرامت به ژاپن بود. دو خواسته اخیر را روسیه به شدت رد کرد تا سرانجام با میانجی‌گری آمریکا پذیرفت تا نیمه جنوبی ساخالین را به ژاپن واگذار کند اما به هیچ‌وجه پرداخت خسارت را نپذیرفت.
در این قرارداد روس‌ها قبول کردن تا منافع اعلای سیاسی، نظامی و اقتصادی ژاپن در کره (کشور) را بپذیرند و اجاره شبه‌جزیره لیائوتونگ (از چین) را به ژاپن انتقال دهند و راه‌آهن پورت آرتور به موکدن را تا انتهای شمالی و همچنین نیمه جنوبی جزیره ساخالین را با حقوق خاص ماهیگیری به ژاپن انتقال دهند.
در ژاپن با اعلام مواد و شرایط پیمان صلح بلوا و خشم عمومی برخاست. اما برای دولت ژاپن که توان مالی و نظامی‌اش در یک جنگ بیست ماهه به پایان رسیده بود این قرارداد یک پیروزی بزرگ بود.